# Plectris montana
Plectris montana är en skalbaggsart som beskrevs av Frey 1967. Plectris montana ingår i släktet Plectris och familjen Melolonthidae. Inga underarter finns listade i Catalogue of Life.